# Джан П'єро Гасперіні
Джан П'єро Гасперіні (італ. Gian Piero Gasperini, нар. 26 січня 1958, Грульяско) — італійський футболіст, що грав на позиції півзахисника. По завершенні ігрової кар'єри — футбольний тренер.
Виступав, зокрема, за клуби «Палермо» та «Пескара».

## Ігрова кар'єра
У дорослому футболі дебютував 1976 року виступами за команду клубу «Ювентус», в якій провів один сезон. 
Протягом 1977—1978 років захищав кольори команди клубу «Реджяна».
Своєю грою за останню команду привернув увагу представників тренерського штабу клубу «Палермо», до складу якого приєднався 1978 року. Відіграв за клуб зі столиці Сицилії наступні п'ять сезонів своєї ігрової кар'єри. Більшість часу, проведеного у складі «Палермо», був основним гравцем команди.
Згодом з 1983 по 1985 рік грав у складі команд клубів «Кавезе» та «Пістоєзе».
У 1985 році уклав контракт з клубом «Пескара», у складі якого провів наступні п'ять років своєї кар'єри гравця. Граючи у складі «Пескари» також здебільшого виходив на поле в основному складі команди.
Протягом 1990—1991 років захищав кольори команди клубу «Салернітана».
Завершив професійну ігрову кар'єру в клубі «Віз Пезаро», за команду якого виступав протягом 1991—1993 років.

## Кар'єра тренера
Розпочав тренерську кар'єру невдовзі по завершенні кар'єри гравця, 1994 року як тренер молодіжної команди клубу «Ювентус».
Надалі очолював команди клубів «Кротоне», «Дженоа», «Інтернаціонале» та «Палермо».
З 2016 по 2025 роки очолював тренерський штаб команди «Аталанта».

## Титули і досягнення

### Як гравця
- Чемпіон Серії B:

«Пескара»: 1986-1987
- Чемпіон Серії C2:

«Віз Пезаро»: 1991-1992

### Як тренера
- Переможець Ліги Європи УЄФА:

«Аталанта»: 2023–24
- Турнір Віареджо:

«Ювентус»: 2003

### Особисті
- Золота лава: 2006-2007